# Bernardo Cruz
Bernardo Víctor Cruz Torres (ur. 17 lipca 1993 w Kordobie) – hiszpański piłkarz występujący na pozycji obrońcy w AD Alcorcón, do którego jest wypożyczony z Granada CF.